# Aldro Energía
Aldro Energía y Soluciones, S. L., es una empresa española comercializadora de energía de fuentes 100% renovables. Tiene su sede en Torrelavega (Cantabria) y pertenece a la multinacional italiana Eni gas e luce.

## Desarrollo
La compañía suministra energía eléctrica procedente de fuentes 100% renovables y gas, así como servicios de mantenimientos y de eficiencia energética; también presta servicios en relación con la movilidad eléctrica y el autoconsumo fotovoltaico, proveyendo la instalación de paneles en hogares y empresas.  Como comercializadora de luz y gas está presente en los mercados de España y Portugal; a finales de 2020 contaba con más de 260.000 clientes.
Aldro comenzó sus operaciones en el año 2014, mediante el grupo cántabro PITMA, un grupo empresarial multisectorial cuyos orígenes se remontan a 1994. La compañía, que empezó a desarrollarse en Torrelavega, centró su expansión en ofrecer tarifas personalizadas y en fomentar los planes de eficiencia energética para el sector industrial y las pymes. Estos planes se presentaron en Genera 2017, la feria internacional de energía y medio ambiente. La compañía se fue desarrollando por la región norte de España, principalmente por la cornisa cantábrica, Castilla y León y posteriormente el resto de la península (incluido Portugal) e islas.
Caracterizada por los productos personalizados y una atención centrada en el cliente, Aldro ha basado su crecimiento en una pedagogía mediática. Mostrando al consumidor buenas prácticas de consumo para evitar sorpresas en el recibo de la luz y para fomentar la sostenibilidad, ha ido generando una cultura de consumo responsable.  Entre sus consejos está: como evitar la energía reactiva o negativa, y los megavatios fantasma que suponen el 5% de la factura de la luz; formas de discriminación horaria para el consumo de electrodomésticos, la inversión en eficiencia energética como forma de revalorizar el precio de una vivienda y consumo eléctrico en viviendas vacacionales.
En sus esfuerzos por contribuir a la eficiencia energética y a un menor consumo, la compañía se unió a la Asociación Europea de Comercializadores Independientes de Energía, o European Energy Retailers.
En 2021 Aldro fue adquirida por la multinacional italiana Eni , en su división ENI gas e luce. Esta empresa italiana, nacida en 2017 para comercializar en el mercado minorista y empresarial gas, electricidad y soluciones energéticas, opera en 6 países europeos, cuenta con 1.700 empleados y tiene 8 millones de clientes.

## Cronología
- 2014: El grupo multisectorial PITMA pone en marcha Aldro Energía y Soluciones S.L.
- 2015: Inauguración del primer centro de atención al cliente y cierra el año con más de 20.000 clientes de hogar y PYME.[15]
- 2016: Aldro se incorpora al mercado ibérico del gas.[16]
- 2017: Comienza a operar en Portugal.[17]
- 2018: Se alcanzan los 100.000 clientes y Aldro se une a la European Energy Retailers, la red europea de asociaciones de comercializadoras independientes.[13]
- 2020: Antonio Colino es nombrado director general de Aldro. Se alcanzan los 260.000 clientes y se pone en marcha un plan de concienciación por el cuidado del medioambiente, con el suministro de energía verde a todos sus clientes.[18]
- 2021: Aldro es adquirida por la multinacional italiana Eni Gas e Luce.[14]

## Reconocimientos
- 2020 recibe el Premio al Servicio de Atención al Cliente del año 2021.[19]
- 2020 premio Responsabilidad Social Corporativa en la XXX Edición Premios Ejecutivos.[20]
- 2019 Aldro Energía, galardonada como Empresa Energética en los Premios Ejecutivos Cantabria.[21]
- 2018 Aldro premio mejor patrocinador gala deporte Torrelavega.[22]

## Enlaces relacionados
- Página Web oficial
- Página Web de Eni gas e luce

- Datos: Q106757108